# فرانسيسكو يونس
فرانسيسكو يونس (بالإسبانية: Francisco Yunis)‏ مواليد 12 أغسطس 1964 في بوينس آيرس، هو لاعب كرة مضرب أرجنتيني سابق بدأ مسيرته كمحترف سنة 1982 وكان يلعب باليد اليمنى، اعتزل اللعب في 1994. أعلى تصنيف له في الفردي كان المركز الـ 61 في سنة 1987. أعلى تصنيف له في الزوجي كان المركز الـ 232 في سنة 1984.

## النهائيات

### الزوجي: 1 (0–1)
| الحصيلة | الرقم | السنة | الدورة       | الأرضية | الشريك           | المنافس في النهائي             | النتيجة في النهائي |
| ------- | ----- | ----- | ------------ | ------- | ---------------- | ------------------------------ | ------------------ |
| الوصافة | 1.    | 1983  | بوردو، فرنسا | ترابية  | خوان كارلوس يونس | ستيفان سيمونسون ماغنوس تيديمان | 4–6, 2–6           |

## روابط خارجية
- فرانسيسكو يونس على موقع رابطة محترفي التنس (الإنجليزية)
- فرانسيسكو يونس على موقع الاتحاد الدولي لكرة المضرب (الإنجليزية)
- فرانسيسكو يونس على موقع خلاصة التنس.كوم (الإنجليزية)